# Konkurs Piosenki Eurowizji 1969
14. Konkurs Piosenki Eurowizji 1969 został zorganizowany 29 marca 1969 roku w Teatro Real w Madrycie przez hiszpańskiego nadawcę publicznego Televisión Española.
Finał konkursu wygrały reprezentantki czterech krajów: Salomé z Hiszpanii (z piosenką „Vivo cantando”), Lulu z Wielkiej Brytanii („Boom Bang-a-Bang”), Lenny Kuhr z Holandii („De troubadour”) i Frida Boccara z Francji („Un jour, un enfant”), które zajęły ex aequo pierwsze miejsce z wynikiem 18 punktów.

## Lokalizacja
Dzięki wygranej Massiel, reprezentantki Hiszpanii w 13. Konkursie Piosenki Eurowizji, prawo do organizacji konkursu w 1969 otrzymał nadawca Televisión Española. Konkurs odbył się w madryckim Teatro Real, który został odrestaurowany w 1966 jako sala koncertowa m.in. dla Hiszpańskiej Orkiestry Narodowej oraz Orkiestry Symfonicznej RTVE.

## Organizacja
Za projekt sceny odpowiadał Salvador Dalí. Pierwszy raz w historii Konkursu Piosenki Eurowizji cztery kraje zremisowały na pierwszym miejscu z 18 punktami na koncie. W związku z brakiem regulaminowego zapisu o rozstrzyganiu remisów, zwyciężyły wszystkie cztery państwa.

## Kraje uczestniczące
W konkursie wzięli udział nadawcy publiczni z szesnastu krajów. Z konkursu wycofała się telewizja z Austrii, która tłumaczyła decyzję brakiem chęci na udział w konkursie w kraju rządzonym przez Francisco Franco.
W konkursie wystąpiło kilku wykonawców, którzy w przeszłości uczestniczyło w konkursie. Po raz trzeci Norwegię w konkursie reprezentowała Kirsti Sparboe, która wcześniej wystąpiła w finałach w 1965 i 1967. Reprezentująca Niemcy Siw Malmkvist wystąpiła w barwach Szwecji w finale konkursu w 1960. Przedstawiciel Luksemburga Romuald reprezentował Monako podczas konkursu w 1964. Simone de Oliveira z Portugalii wcześniej reprezentowała kraj w konkursie w 1965. Reprezentant Belgii Louis Neefs wystąpił w barwach kraju także w konkursie w 1967.
Dyrygenci
- Belgia – Francis Bay
- Finlandia – Ossi Runne
- Francja – Franck Pourcel
- Niemcy – Hans Blum
- Irlandia – Noel Kelehan
- Włochy – Ezio Leoni
- Luksemburg – Augusto Algueró
- Monako – Hervé Roy
- Holandia – Frans de Kok
- Norwegia – Øivind Bergh
- Portugalia – Ferrer Trindade
- Hiszpania – Augusto Algueró
- Szwecja – Lars Samuelson
- Szwajcaria –  Henry Mayer
- Wielka Brytania – Johnny Harris
- Jugosławia – Miljenko Prohaska

## Wyniki
| L.p. | Kraj            | Język        | Artysta                     | Piosenka                           | Miejsce | Punkty |
| ---- | --------------- | ------------ | --------------------------- | ---------------------------------- | ------- | ------ |
| 1    | Jugosławia      | serbski      | Ivan                        | „Pozdrav svijetu”                  | 13      | 5      |
| 2    | Luksemburg      | francuski    | Romuald Figuier             | „Catherine”                        | 11      | 7      |
| 3    | Hiszpania       | hiszpański   | Salomé                      | „Vivo cantando”                    | 1       | 18     |
| 4    | Monako          | francuski    | Jean-Jacques                | „Maman Maman”                      | 6       | 11     |
| 5    | Irlandia        | angielski    | Muriel Day and the Lindsays | „The Wages of Love”                | 7       | 10     |
| 6    | Włochy          | włoski       | Iva Zanicchi                | „Due grosse lacrime bianche”       | 13      | 5      |
| 7    | Wielka Brytania | angielski    | Lulu                        | „Boom Bang-a-Bang”                 | 1       | 18     |
| 8    | Holandia        | niderlandzki | Lenny Kuhr                  | „De troubadour”                    | 1       | 18     |
| 9    | Szwecja         | szwedzki     | Tommy Korberg               | „Judy min vän”                     | 9       | 8      |
| 10   | Belgia          | niderlandzki | Louis Neefs                 | „Jennifer Jennings”                | 7       | 10     |
| 11   | Szwajcaria      | niemiecki    | Paola del Medico            | „Bonjour, Bonjour”                 | 5       | 13     |
| 12   | Norwegia        | norweski     | Kirsti Sparboe              | „Oj, oj, oj, så glad jeg skal bli” | 16      | 1      |
| 13   | Niemcy          | niemiecki    | Siw Malmkvist               | „Primaballerina”                   | 9       | 8      |
| 14   | Francja         | francuski    | Frida Boccara               | „Un jour, un enfant”               | 1       | 18     |
| 15   | Portugalia      | portugalski  | Simone de Oliveira          | „Desfolhada portuguesa”            | 15      | 4      |
| 16   | Finlandia       | fiński       | Jarkko i Laura              | „Kuin silloin ennen”               | 12      | 6      |

Tabela punktacyjna finału
|                     |                 | Wyniki     |           |        |          |        |                 |          |         |        |            |          |        |         |            |           |   |   |
| Suma punktów        | Jugosławia      | Luksemburg | Hiszpania | Monako | Irlandia | Włochy | Wielka Brytania | Holandia | Szwecja | Belgia | Szwajcaria | Norwegia | Niemcy | Francja | Portugalia | Finlandia |   |   |
| Uczestnicy konkursu | Jugosławia      | 5          |           |        | 1        |        |                 |          |         |        |            | 1        |        |         |            |           | 3 |   |
| Uczestnicy konkursu | Luksemburg      | 7          | 1         |        |          | 3      |                 |          |         | 1      |            | 1        |        |         | 1          |           |   |   |
| Uczestnicy konkursu | Hiszpania       | 18         | 1         | 2      |          | 3      | 1               |          |         |        |            | 3        |        | 1       | 3          | 2         | 2 |   |
| Uczestnicy konkursu | Monako          | 11         |           |        | 2        |        |                 | 4        |         | 2      | 2          | 1        |        |         |            |           |   |   |
| Uczestnicy konkursu | Irlandia        | 10         |           |        |          |        |                 |          | 1       | 1      | 1          |          | 3      |         | 1          |           |   | 3 |
| Uczestnicy konkursu | Włochy          | 5          | 1         |        |          | 1      | 1               |          |         |        |            |          |        |         |            |           | 1 | 1 |
| Uczestnicy konkursu | Wielka Brytania | 18         | 2         | 4      |          |        |                 | 3        |         | 1      | 5          |          |        |         | 1          |           | 1 | 1 |
| Uczestnicy konkursu | Holandia        | 18         |           | 2      |          | 1      |                 | 3        |         |        |            | 1        | 4      | 1       |            | 6         |   |   |
| Uczestnicy konkursu | Szwecja         | 8          |           |        |          |        |                 |          |         | 1      |            |          |        | 3       |            |           | 1 | 3 |
| Uczestnicy konkursu | Belgia          | 10         |           |        | 2        |        |                 |          | 3       | 1      |            |          | 2      | 2       |            |           |   |   |
| Uczestnicy konkursu | Szwajcaria      | 13         | 2         |        |          |        | 3               |          | 2       |        |            | 1        |        | 1       | 2          |           |   | 2 |
| Uczestnicy konkursu | Norwegia        | 1          |           |        |          |        |                 |          |         |        | 1          |          |        |         |            |           |   |   |
| Uczestnicy konkursu | Niemcy          | 8          | 3         |        | 2        |        |                 |          |         |        |            | 1        |        | 1       |            | 1         |   |   |
| Uczestnicy konkursu | Francja         | 18         |           | 1      |          | 2      | 4               |          | 4       | 2      | 1          |          | 1      |         | 1          |           | 2 |   |
| Uczestnicy konkursu | Portugalia      | 4          |           |        | 2        |        |                 |          |         |        |            | 1        |        |         |            | 1         |   |   |
| Uczestnicy konkursu | Finlandia       | 6          |           | 1      | 1        |        | 1               |          |         | 1      |            |          |        | 1       | 1          |           |   |   |